# Кататоническая шизофрения
Кататони́ческая шизофрени́я (др.-греч. κατατείνω — натягивать, напрягать) — тип шизофрении, характеризующийся психомоторными расстройствами. Редкий тип, встречается у 1—3 % больных шизофренией.

## Симптомы
Типичные симптомы для этого заболевания: чередующиеся ступор и возбуждение. При кататоническом ступоре больные могут находиться в одном положении тела часами и днями, не реагируя на внешний мир, даже находясь в физически неудобном положении. Во время кататонического ступора больные могут переживать видения фантастического содержания (онейроидный синдром), в которых являются главными героями. Речевое общение с больными во время ступора почти всегда невозможно.
Восковая гибкость может проявляться в так называемом синдроме «воздушной подушки» («симптом психической подушки» по Дюпре): если приподнять голову лежащего больного, он остаётся в том же положении, как бы лежа на фантомной подушке.
Встречается негативизм — немотивированное сопротивление любым внешним воздействиям, будь то слова или действия другого человека. Существует три вида негативизма: пассивный, активный и парадоксальный. При пассивном негативизме больной игнорирует к нему обращения, а при попытке переодеть или накормить сопротивляется. При активном негативизме при просьбе что-либо сделать выполняет другие действия, а при парадоксальном — прямо противоположные просьбе.
Больной может не сопротивляться любым изменениям его тела извне — это симптом пассивной подчиняемости; другим признаком подчиняемости может быть каталепсия.
Также встречается мутизм, отсутствие речи при полной физической сохранности речевого аппарата. Симптом Павлова — когда больной отвечает только на обращения к нему шёпотом. Речь в полный голос при этом полностью игнорируется.

## Классификация и диагностические критерии

### МКБ-9
Согласно Международной статистической классификации болезней, травм и причин смерти 9-го пересмотра (МКБ-9), адаптированной для использования в СССР, кататонический тип шизофрении имел код 295.2. Клинические варианты кататонии: 295.21 — кататония с бредом и галлюцинациями как вариант злокачественной шизофрении, 295.22 — кататония люцидная как вариант злокачественной шизофрении, 295.23 — кататония люцидная как вариант шубообразной шизофрении, 295.24 — кататония онейроидная как вариант шубообразной шизофрении, 295.25 — кататония онейроидная как вариант периодической шизофрении, 295.29 — кататония неуточнённая.
К злокачественной шизофрении относятся случаи, когда быстро и неуклонно нарастают массивные негативные расстройства, что приводит к выраженному шизофреническому дефекту.
Основной особенностью кататонического типа шизофрении в МКБ-9 названы выраженные психомоторные расстройства (полярного характера: от автоматического подчинения до негативизма, от гиперкинеза до ступора). Характерны кататония, каталепсия, восковидная гибкость, кататоническое возбуждение, кататонический ступор, кататоническая ажитация. Отмечается, что возможно появление аффективных расстройств (депрессивные или гипоманиакальные).

### МКБ-10
Врачам и научным работникам в России достаточно часто приходится проводить диагностику шизофрении не только по отечественной классификации, но и по МКБ-10. Ниже представлены официальные общие критерии параноидной, гебефренической, кататонической и недифференцированной шизофрении (F20.0—F20.3). Согласно МКБ-10, для постановки диагноза должен наблюдаться хотя бы один из следующих признаков:
(a) «эхо» мыслей (звучание собственных мыслей), вкладывание или отнятие мыслей, открытость мыслей окружающим;
(b) бред овладения, воздействия или пассивности, отчётливо относящийся к телу или конечностям, мыслям, действиям или ощущениям; бредовое восприятие;
(c) галлюцинаторные «голоса», комментирующие или обсуждающие поведение больного; другие типы «голосов», идущих из различных частей тела;
(d) устойчивые бредовые идеи, которые культурно неадекватны, нелепы, невозможны и/или грандиозны по содержанию.
Либо должны наблюдаться по крайней мере два из следующих «меньших» симптомов:
(e) стойкие галлюцинации любого вида, если они имеют место ежедневно на протяжении минимум одного месяца и сопровождаются бредом (который может быть нестойким и полуоформленным) без отчетливого аффективного содержания;
(f) неологизмы, шперрунги (перерывы в мышлении), приводящие к разорванности или несообразности в речи;
(g) кататоническое поведение, например возбуждение, застывание или восковая гибкость, негативизм, мутизм и ступор;
(h) «негативные симптомы» (но не обусловленные при этом депрессией или фармакотерапией), как правило, приводящие к социальному отчуждению и снижению социальных показателей; симптомы, которые могут быть выражены: апатией, речевым обеднением или сглаженностью, неадекватностью эмоциональных реакций;
(i) достоверные и последовательные изменения общего качества поведения, проявляющиеся утратой интересов, бесцельностью, поглощённостью собственными переживаниями, социальным отчуждением.
Диагностические указания
При этом указанные симптомы должны отмечаться не менее месяца. Состояния, отвечающие данным критериям, но продолжающиеся менее месяца, классифицируются как острое шизофреноподобное психотическое расстройство (F23.2 с добавочным четвёртым знаком, обозначающим характер расстройства), а если они впоследствии продолжаются свыше месяца, то диагноз изменяется (перекодируется) на соответствующую форму шизофрении.
При развитии симптомов шизофрении вместе с выраженными симптомами других расстройств (аффективными: маниакальных или депрессивных эпизодов, эпилептическими, при других болезнях мозга, при алкогольной или наркотической интоксикации или при синдроме отмены) диагноз шизофрении не выставляется, и применяются соответствующие диагностические категории и коды. Диагноз шизофрении ставится, если случай отвечает критериям маниакального эпизода F30- или депрессивного эпизода (F32-), но вышеперечисленные общие критерии выявляются до развития расстройства настроения.
Симптом (i) в приведённом выше списке относится только к диагнозу «простой тип шизофрении» (F20.6), и требуется продолжительность наблюдения симптоматики врачом-психиатром не менее одного года.
Для диагностики кататонической шизофрении по МКБ-10 необходимо соответствие общим критериям шизофрении, а также наличие одного или более из нижеследующих симптомов:
- ступор или мутизм
- негативизм
- восковая гибкость (патологически длительное удерживание приданной позы)
- застывание (принятие и удерживание странных и неадекватных поз)
- ригидность (удержание ригидной позы в ответ на попытки её изменения)
- возбуждение (внешне бессмысленная активность)
- стереотипии (выполнение стереотипных движений)
- автоматическая подчиняемость (автоматическое выполнение указаний и инструкций) и персеверация

Симптомы должны наблюдаться в течение минимум 2 недель.
Включаются: люцидная и онейроидная кататония, кататоническое возбуждение, кататонический ступор, шизофреническая каталепсия, шизофреническая кататония, шизофреническая восковая гибкость.

#### Варианты течения
Типы течения заболевания:
- непрерывное F20.20
- эпизодическое с нарастающим дефектом F20.21
- эпизодическое со стабильным дефектом F20.22
- эпизодическое ремитирующее F20.23

Неполная ремиссия обозначается кодом F20.24, полная F20.25.

#### Дифференциальный диагноз
Следует исключить кататонические расстройства вследствие аффективных расстройств (мании, депрессии), истерии, височной эпилепсии, нарушений метаболизма (гипонатриемии, болезни Вильсона, болезни Тея — Сакса), приёма кокаина, экстази, ципрофлоксацина, отмены нейролептика клозапина и некоторых других заболеваний и состояний.
Согласно МКБ-10 в случае, если пациент с тяжёлой депрессией находится в ступоре, ставится диагноз «тяжёлого депрессивного эпизода с психотическими симптомами» (F32.3), если пациент с манией находится в ступоре — «мании с психотическими симптомами» (F30.2). Кататония, обусловленная соматическим заболеванием, диагностируется как «органическое кататоническое расстройство» (F06.1).
При определении мутизма следует исключить избирательный мутизм при шизоидном расстройстве личности.

### DSM
В американском Диагностическом и статистическом руководстве по психическим расстройствам 2-го издания (DSM-II) выделялись два подтипа кататонической шизофрении: «excited» (возбуждённый — код 295.23) и «withdrawn» (замкнутый — код 295.24). Первый характеризуется чрезмерной двигательной активностью и возбуждением, а второй генерализованным торможением, которое проявляется в ступоре, негативизме, мутизме или восковой гибкости.
В 3-м пересмотренном издании (DSM-III-R, код 295.2x) было требование доминирования в клинической картине следующих признаков: кататонический ступор, кататонический негативизм, кататоническая ригидность, кататоническое возбуждение, кататоническое позирование.
В 4-м издании (DSM-IV-TR) также присутствует «кататонический тип шизофрении» (295.20). Для постановки данного диагноза необходимо доминирование в клинической картине как минимум двух следующих критериев:
- двигательная иммобильность, о чём свидетельствует каталепсия (включая восковую гибкость) или ступор;
- особенности произвольных движений, характеризующиеся позированием (добровольное принятие неуместных или причудливых поз), стереотипные движения, бросающиеся в глаза гримасничанье и манерность;
- крайний негативизм (беспричинное сопротивление всем инструкциям или пребывание в ригидной позе, с сопротивлением всем попыткам её изменения) или мутизм;
- чрезмерная двигательная активность (бесцельная и не под влиянием внешних раздражителей);
- эхопраксия и эхолалия.

В последнем издании DSM-5 типы шизофрении отсутствуют.

## Терапия
При кататоническом ступоре используются транквилизаторы (внутривенно в возрастающих дозах), дроперидол, оксибутират натрия и ноотропные средства, а при кататоническом возбуждении нейролептики (аминазин, галоперидол, левомепромазин и др.):161.
В настоящее время в западных публикациях рекомендуются в качестве препаратов выбора при кататонии любой этиологии транквилизаторы группы бензодиазепинов; также рекомендуется электросудорожная терапия (ЭСТ). ЭСТ при билатеральном наложении электродов через 5—6 сеансов даёт хороший эффект:161. Даже при кататонической шизофрении использование нейролептиков находится под сомнением, поскольку они повышают у пациентов с кататоническим синдромом риск злокачественного нейролептического синдрома. В некоторых случаях рекомендуется избегать назначения нейролептиков пациентам с кататонической шизофренией, пока не завершится кататоническая стадия.

## Кататонический синдром
Кататони́ческий синдро́м — психопатологический синдром (группа синдромов), основным клиническим проявлением которого являются двигательные расстройства. Впервые кататония описана Кальбаумом (1874) как самостоятельное психическое заболевание, впоследствии Крепелином и Блейлером отнесена к шизофрении. В структуре кататонического синдрома выделяют кататоническое возбуждение и кататонический ступор.
В настоящее время становится всё более очевидным, что шизофрения представляет собой только одну, далеко не самую частую причину кататонического синдрома. К другим причинам кататонии относят аффективные и некоторые другие психические расстройства, соматические и неврологические заболевания, приём некоторых лекарств и некоторых наркотиков.
Значительно более частой причиной, чем шизофрения, являются аффективные расстройства (депрессия и мания).